# Дания на летних Олимпийских играх 1972
Дания принимала участие в Летних Олимпийских играх 1972 года в Мюнхене (ФРГ) в шестнадцатый раз за свою историю, и завоевала одну золотую медаль. Сборную страны представляли 126 участников, из которых 12 женщин.

## 01!Золото
- Велоспорт, мужчины — Niels Fredborg.

## Результаты соревнований

### Академическая гребля
В следующий раунд из каждого заезда проходили несколько лучших экипажей (в зависимости от дисциплины). В финал A выходили 6 сильнейших экипажей, ещё 6 экипажей, выбывших в полуфинале, распределяли места в малом финале B
Мужчины
| Соревнование | Спортсмены   | Предварительный заезд | Предварительный заезд | Предварительный заезд | Отборочный заезд | Отборочный заезд | Отборочный заезд | Полуфинал | Полуфинал | Полуфинал | Финал   | Финал   | Итоговое место |
| Соревнование | Спортсмены   | Заезд                 | Время                 | Место                 | Заезд            | Время            | Место            | Заезд     | Время     | Место     | Время   | Место   | Итоговое место |
| ------------ | ------------ | --------------------- | --------------------- | --------------------- | ---------------- | ---------------- | ---------------- | --------- | --------- | --------- | ------- | ------- | -------------- |
| одиночки     | Ким Бёргесен | 3                     | 7:58,94               | 4                     | 1                | 7:56,66          | 3 Q              | 2         | 8:27,93   | 4         | Финал B | Финал B | 11             |
| одиночки     | Ким Бёргесен | 3                     | 7:58,94               | 4                     | 1                | 7:56,66          | 3 Q              | 2         | 8:27,93   | 4         | 8:09,04 | 5       | 11             |